# لودویگ بوشنر
لودویگ بوشنر (آلمانی: Ludwig Büchner؛ ۲۹ مارس ۱۸۲۴ – ۱ مهٔ ۱۸۹۹) یک دانشمند در زمینه فلسفه، فیزیولوژی، و پزشک اهل آلمان بود.

## زندگینامه
بوشنر در 29 مارس 1824 در دارمشتات به دنیا آمد. او از سال 1842 تا 1848 در دانشگاه گیسن در رشته های فیزیک، شیمی، گیاه شناسی، کانی شناسی، فلسفه و پزشکی تحصیل کرد و در سال 1848 با پایان نامه ای تحت عنوان مشارکت در نظریه هالریان در مورد سیستم عصبی حرکتی فارغ التحصیل شد.. پس از آن تحصیلات خود را در دانشگاه استراسبورگ، دانشگاه وورتسبورگ (جایی که نزد رودولف ورشوی بزرگ به تحصیل آسیب شناسی پرداخت) و دانشگاه وین ادامه داد. در سال 1852 او به عنوان مدرس پزشکی در دانشگاه توبینگن مشغول به کار شد. جایی که او اثر بزرگ خود را به نام نیرو و ماده: مطالعات تجربی-طبیعی فلسفی منتشر کرد (نیرو و ماده: مطالعات تجربی، 1855).
بوشنر یکی از اعضای بنیانگذار (بنیاد آلمان آزاد) بود.